# カニンガムイワトカゲ
カニンガムイワトカゲ（学名：Egernia cuninnghumi）は、トカゲ科イワトカゲ属に分類されるトカゲ。

## 分布
オーストラリア（クイーンズランド州、ニューサウスウェールズ州、ビクトリア州、南オーストラリア州）固有種

## 形態
最大全長53cm。全身は棘状の突起がある鱗で覆われ、特に尾で発達する。胴体中央部の斜めに列になった背面の鱗の数（体列鱗数）は36-44。
左右の鼻孔のある鱗（鼻孔板）は接しない。尾は全長の1/2程度、もしくは尾の方がやや長い。尾の断面は円形。
出産直後の幼体は全長12cm程。

## 分類
以前はオレンジや褐色の斑紋が入る個体を亜種クレフトカニンガムイワトカゲ（E. c. kreffti）として分割していたが、現在は地域個体群としてこの分割を認めない説が有力。

## 生態
山地にあるやや湿度の高い岩場に生息する。昼行性。岩の隙間を巣穴として2-17頭の群れを形成し生活する。
食性は雑食で、主に果実を食べるが昆虫類、節足動物、小型爬虫類、小型哺乳類等を食べる。
繁殖形態は卵胎生。1-3月に1回に2-8頭の幼体を産む。

## 人間との関係
ペットとして飼育されることもあり、日本にも輸入されている。オーストラリアは野生動物の輸出を禁止しているため、動物園での展示用や研究用に過去に海外に持ち出された個体からの飼育下繁殖個体が流通する。飼育下での繁殖例が多いためイワトカゲ属の他種よりは流通量が多い。野生では群れを作って生活するが、オス同士では激しく争うためオスの複数飼育はできない。